# ФК Таково
Фудбалски клуб Таково је српски фудбалски клуб из Горњег Милановца. Клуб је део Спортског друштва Таково и тренутно се такмичи у Српској лиги Запад, трећем такмичарском нивоу српског фудбала. Таково је основано јула 1911. године и један је од најстаријих фудбалских клубова у Србији.

## Историја клуба

### Почетак
Прву фудбалску лопту у Горњи Милановац донели су из Београда Душан Борисављевић и Петар Трифуновић почетком јула 1911, када заједно са школском омладином оснивају ногометни спортски клуб „Таково“. Њих двојица су и научили остале елементарним правилима фудбала, а такође су били главни тренери. Играло се скоро сваки дан и био је одређен и стални распоред у игри, који је остао до краја 1911, а био је следећи - голман: Драгче Чегањац; бекови: Синиша Новаковић и Мане Ђурић; халфови: Милорад Чегањац, Драган Сретеновић и Милорад Мачић; навала: Тихомир Рајчић, Душан Борисављевић, Милош Царевић, Петар Г. Трифуновић и Милан Бојовић Цура.
Већ током 1912. тренинг је постао обавезан, а у Милановац су долазили играчи из Београда и Крагујевца који су тренирали играче Такова, ипак због почетка Првог балканског рата многи су морали да напусте Милановац. Одмах по завршетку Првог почео је и Други балкански рат, а након њега убрзо и Први светски рат, па је са фудбалом било привремено прекинуто.
Србија је окупирана од Аустроугарске, а један од већих гарнизона Аустроугарске војске је био стациониран у Горњем Милановцу. У то време је и започето грађење недовршене пруге Лајковац-Милановац-Чачак, па су неки од стручног особља за грађење пруге преуредили терен поред железничке станице и редовно тренирали, а милановачки старији ђаци који су узети на принудан рад у главној команди у Милановцу су се договорили са њима да тренирају на том терену кад је слободан. У том периоду се појачано тренирало, врло често и са појединцима из аустро-мађарског тима, па је након неког времена одлучено да Таково позове на утакмицу војни клуб. Прву званичну утакмицу Таково је одиграло у другој половини јуна 1917. против „аустријско-мађарског војног клуба“ и победило са 1:0 голом Душана Борисављевића, и поред тога што су за његовог противника играли играчи прворазредних бечких, прашких, пештанских клубова. Већ након месец дана војни клуб је позвао фудбалере Такова на реванш утакмицу, која је одиграна у Чачку, а завршена је поразом Такова од 1:0 голом из пенала. Касније је одиграна и трећа утакмица са аустроугарском војском у којој је Таково победило војни гарнизон из Крушевца са 4:2.
Наредну утакмицу Таково је одиграло у септембру 1917. против екипе из Крушевца, а резултат је био 2:0 за Крушевљане. После Првог светског рата СК Таково почиње са активним радом и у периоду између 1918. и 1925. Таково је одиграло неколико утакмица са екипама из Чачка, Ужица, Крагујевца и Лазаревца. Таково је 1927. одиграло два меча са питомцима 53. класе Војне академије и победило са 2:1 и 3:2, а у том периоду је одиграна и утамица против београдске Југославије, која је боравила у Горњем Милановцу, када је Таково поражено са 7:4.
Године 1928, је формирана лига Западно-моравске жупе, где су се поред Такова такмичили још „Цар Лазар“ Крушевац, „Ибар“ Краљево, „Ера“ Ужице и „Јединство“ Чачак. Прву утакмицу Таково је одиграло 28. марта 1928. у Ужицу против СК Ера, и резултат је био 1:1, а то је била прва утакмица по оснивању лиге. Од 1931. до 1936. услови за рад у клубу су били доста лоши, па су већином игране само пријатељске утакмице. Таково је заједно са Грађанским, још једним клубом из Милановца, 1934. играло у Западно-моравској жупи под окриљем Крагујевачког лоптачког подсавеза, али је завршило такмичење на последњем месту.
Таково се 1937. спаја са локалним С. К. Грађанским, које је основано 1929, и настаје М. С. К (Милановачки Спорт Клуб), који се све до почетка Другог светског рата такмичио у првенствима жупе и подсавеза. Последњи првенствени меч пред почетак рата клуб је одиграо у јесен 1940. против „Златибора“ у Ужицу и изгубио са 2:1. Клуб је делимично функционисао и током првих месеци рата, али се скоро цео тим прикључио борби против окупатора, док је само мањи број преживео рат. Занимљиво је и да су 1943. одигране две утакмице против Немачког тима, на њихов изричит захтев, а тим који је био састављен од дечака од 15-16 година и 2-3 старија играча је победио у оба меча, први са 4:2 и други са 2:1.

### Након Другог светског рата
Након завршетка рата у октобру 1945. је одржана скупштина у просторијама Женске занатске школе у Курсулиној улици када је прихваћено да се обнови клуб под старим именом - ФК Таково. Таково је са такмичењем наставило у пролеће 1946. у оквиру зоне 4 клубова са територије чачанског округа, где је освојило прво место и прошло у квалификације за пласман у Окружну фудбалску лигу Чачак. У квалификацијама је заједно са клубом „Мика Ђокић“ успело да се пласира у окружну лигу.
Клуб се по први пут квалификовао у Српску лигу 1968. године. Таково је прво освојило 1. место у Међуподсавезној лиги Чачак-Ужице у сезони 1967/68., чиме је клуб прошао у квалификације за виши ранг. У првом кв. колу је победио Слогу из Сјенице укупним резултатом од 3:1 из две утакмице, да би пролаз у Српску лигу обезбедио победом над Шумадијом из Аранђеловца, резултат након две утакмице је био 2:2, али је Таково након бољег извођења једанаестераца прошло у виши ранг.
Клуб је 3. маја 1972. у оквиру прославе 60 година постојања одиграо пријатељску утакмицу са Црвеном звездом, а у којој је са 2:1 успео да победи тим предвођен Миљанићем и играчима као што су Дојчиновски, Богићевић и Дујковић. У сезони 1972/73. Таково је као трећепласирано у Српској лиги Југ, иза Дубочице и Мајданпека, остварило историјски успех, пласман у Јединствену српску лигу. Играње у Јединственој српској лиги је и један од највећих успеха у историји клуба, али се ту Таково задржало само у сезони 1973/74, када је ипак заузело последње место са само 4 победе у 34 утакмице.
Један од најважнијих датума у историји клуба је 5. фебруар 1977. године, када је Таково пред око 6.000 гледалаца било домаћин репрезентацији Пољске, тиму који је само три године раније на Светском првенству 1974. освојио треће место и који су предводиле фудбалске легенде Лато и Дејна, а Пољаци су искористили трему и неискуство домаће екипе и победили са 2:0 раним головима Терелцког у 17. и Шармаха у 24. минуту.
Већи успех је било и освајања Купа ФСРЗС, чиме је Таково прошло у шеснаестину финала Купа Србије и Црне Горе када је у Горњем Милановцу 19. октобра 2005. гостовала Црвена звезда, која је победила са 1:0 голом Дејана Миловановића из слободног ударца.
Клуб је у својој дугој историји добио много признања од којих су најзначајнији Орден заслуга за народ са сребрним венцем и Златна плакета „Таковски устанак“.

### Новија историја
Таково је након више година играња у Српској лиги, у сезони 2006/07. заузео претпоследње 17. место и испао у зонски ранг такмичења. Од тада, најближи повратку у виши ранг је био у сезони 2007/08. када је у Зони Морава заузео 4. место. Наредне четири сезоне клуб се, првенствено због лоше финансијске ситуације, борио за опстанак, па је у сезонама 2009/10. и 2010/11. играо и бараж за опстанак у Зони, али је ипак задржао место у зонском рангу такмичења.
У склопу прославе 100 година постојања клуба Таково је прво 5. октобра 2011. одиграло пријатељску утакмицу са Црвеном звездом (1:4), а 28. октобра је одржана свечана академија када је представљена монографија, филм и уручена признања. Клуб је у периоду након прославе стогодишњице успео да се стабилизује, организационо и резултатски, обновљен је и проширен рад са млађим селекцијама, а Таково је од сезоне 2012/13. до 2017/18. завршавало у врху Зоне Морава. Сезону 2018/19. клуб је завршио на првом месту новоформиране Западно-моравске зоне и тако обезбедио повратак у Српску лигу Запад, где је последњи пут играо 2007. године.

## Стадион
Таково је од оснивања своје утакмице играло на више фудбалских игралишта, играло се на терену на месту садашње зелене пијаце, касније на терену изнад железничке станице (на месту садашње аутобуске станице), током 30-их година 20. века играло се уз први павиљон касарне. Након оснивања неколико нових клубова у граду, стекла се потреба за новим игралиштем, па је оно изграђено на „Горњем брду“ и свечано отворено 28. априла 1935. и на том терену Таково је играло све до изградње садашњег стадиона. Игралиште на „Горњем брду“ је током Другог светског рата, од 1941. до 1943. било војни полигон Немаца за обуку војника.
Изградња садашњег стадиона крај Деспотовице (званично стадион СД Таково) почела је марта 1951, место на коме се стадион градио звало се „Банарце“, а стадион је свечано отворен септембра исте године, када је организован турнир на којем су поред других екипа учествовале и познате београдске екипе, БСК-а и Црвене звезде. Прва утакмица на новом стадиону је у склопу тог турнира одиграна 8. септембра 1951. између Такова и Копаоника из Бруса (3:2).

## Новији резултати
| Сезона   | Ранг | Лига                  | Позиција | ИГ | Д  | Н  | П  | ГД | ГП | ГР  | Бод | Куп                  |
| -------- | ---- | --------------------- | -------- | -- | -- | -- | -- | -- | -- | --- | --- | -------------------- |
| 2002/03. | 3    | Српска лига Морава    | 6.       | 32 | 16 | 6  | 10 | 54 | 36 | +18 | 54  | Није се квалификовао |
| 2003/04. | 3    | Српска лига Запад     | 10.      | 34 | 15 | 8  | 11 | 42 | 37 | +5  | 53  | Није се квалификовао |
| 2004/05. | 3    | Српска лига Запад     | 8.       | 34 | 12 | 10 | 12 | 37 | 37 | 0   | 46  | Није се квалификовао |
| 2005/06. | 3    | Српска лига Запад     | 12.      | 34 | 9  | 15 | 10 | 34 | 36 | -2  | 42  | Шеснаестина финала   |
| 2006/07. | 3    | Српска лига Запад     | 17.      | 34 | 6  | 4  | 24 | 30 | 63 | -33 | 22  | Није се квалификовао |
| 2007/08. | 4    | Зона Морава           | 4.       | 38 | 18 | 6  | 14 | 61 | 53 | +8  | 60  | Није се квалификовао |
| 2008/09. | 4    | Зона Морава           | 12.      | 34 | 11 | 7  | 16 | 46 | 50 | -4  | 40  | Није се квалификовао |
| 2009/10. | 4    | Зона Морава           | 13.      | 30 | 9  | 6  | 15 | 34 | 48 | -14 | 33  | Није се квалификовао |
| 2010/11. | 4    | Зона Морава           | 14.      | 30 | 10 | 6  | 14 | 30 | 47 | -17 | 36  | Није се квалификовао |
| 2011/12. | 4    | Зона Морава           | 13.      | 28 | 8  | 5  | 15 | 37 | 49 | -12 | 29  | Није се квалификовао |
| 2012/13. | 4    | Зона Морава           | 4.       | 30 | 14 | 7  | 9  | 41 | 33 | +8  | 49  | Није се квалификовао |
| 2013/14. | 4    | Зона Морава           | 3.       | 30 | 15 | 6  | 9  | 42 | 29 | +13 | 51  | Није се квалификовао |
| 2014/15. | 4    | Зона Морава           | 7.       | 30 | 13 | 5  | 12 | 43 | 34 | +9  | 44  | Није се квалификовао |
| 2015/16. | 4    | Зона Морава           | 5.       | 28 | 12 | 5  | 11 | 47 | 33 | +14 | 41  | Није се квалификовао |
| 2016/17. | 4    | Зона Морава           | 3.       | 28 | 14 | 8  | 6  | 51 | 23 | +28 | 49  | Није се квалификовао |
| 2017/18. | 4    | Зона Морава           | 2.       | 28 | 21 | 6  | 1  | 69 | 10 | +59 | 69  | Није се квалификовао |
| 2018/19. | 4    | Зона Западно-моравска | 1.       | 24 | 17 | 4  | 3  | 56 | 16 | +40 | 55  | Није се квалификовао |
| 2019/20. | 3    | Српска лига Запад     | 12.      | 19 | 6  | 1  | 12 | 14 | 28 | -14 | 19  | Није се квалификовао |
| 2020/21. | 3    | Српска лига Запад     | 8.       | 34 | 12 | 14 | 8  | 40 | 27 | +13 | 50  | Није се квалификовао |
| 2021/22. | 3    | Српска лига Запад     | 8.       | 30 | 10 | 11 | 9  | 31 | 24 | +7  | 41  | Није се квалификовао |
| 2022/23. | 3    | Српска лига Запад     | 7.       | 30 | 9  | 10 | 11 | 37 | 39 | -2  | 37  | Није се квалификовао |
| 2023/24. | 3    | Српска лига Запад     | 12.      | 30 | 9  | 7  | 14 | 26 | 35 | -9  | 34  | Није се квалификовао |
| 2024/25. | 3    | Српска лига Запад     | 10.      | 30 | 11 | 5  | 14 | 37 | 41 | -4  | 38  | Није се квалификовао |

1. ↑  Клуб играо бараж за опстанак у лиги против ФК Копаоника из Лешка, али је након две утакмице био успешнији и обезбедио опстанак у Зони.
2. ↑  Клуб играо бараж за опстанак у лиги против ФК Ибра из Лепосавића, али је након две утакмице био успешнији и обезбедио опстанак у Зони. 5:2 код куће и 0:1 у гостима.
3. ↑  Сезона прекинута након 19 кола због пандемије Корона вируса

## Познати бивши играчи
- Радмило Иванчевић
- Драган Рогић
- Светозар Павловић
- Саша Зорић (млађе категорије)
- Предраг Радмилац
- Слободан Сантрач (млађе категорије)